# Urophora volkovae
Urophora volkovae är en tvåvingeart som beskrevs av Valery Korneyev 1985. Urophora volkovae ingår i släktet Urophora och familjen borrflugor. Inga underarter finns listade i Catalogue of Life.